# Dubicsány
Dubicsány is een plaats (község) en gemeente in het Hongaarse comitaat Borsod-Abaúj-Zemplén. Dubicsány telt 314 inwoners (2001).

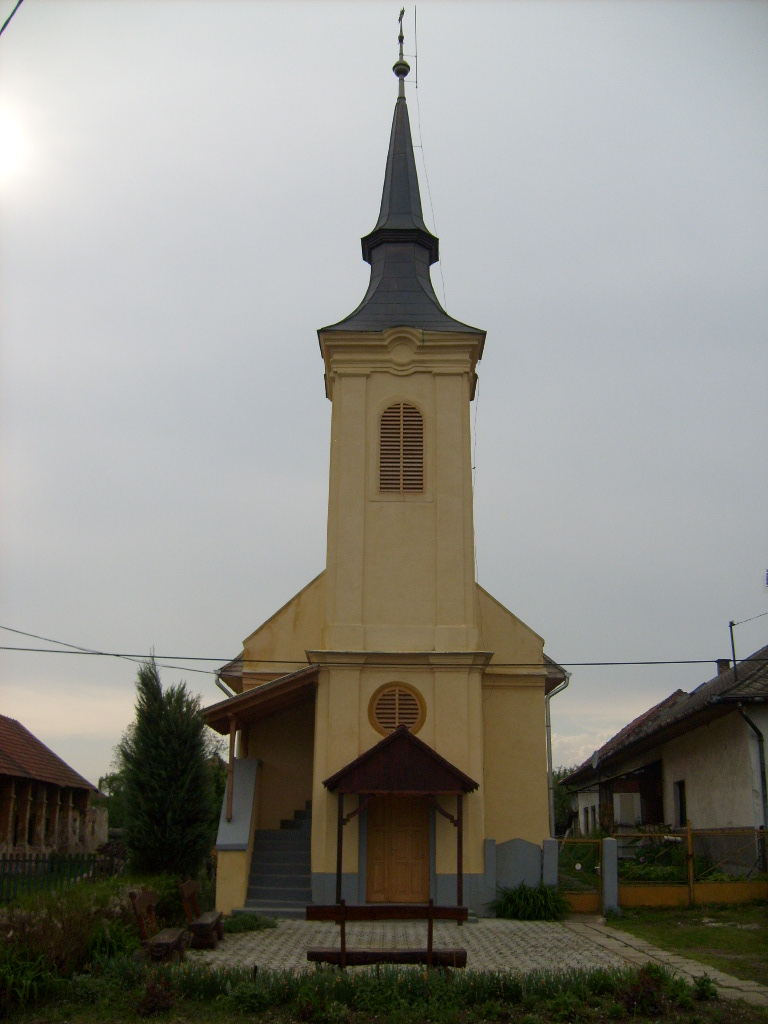
Kerk